# Angel Dzhambazki
Angel Djambazki (en bulgare Ангел Джамбазки ou Angel Dzhambazki), né le 21 mars 1979 à Sofia, est un homme politique bulgare du VMRO - Mouvement national bulgare.

## Biographie
Il est député européen de 2014 à 2024 et rejoint le groupe Conservateurs et réformistes européens.
Dschambaski a plusieurs fois tenu des propos désobligeants ou racistes à l'égard des Roms et à la suite de cela a été l’objet de nombreuses critiques.   Une plainte à également été déposée contre lui en 2016 pour des discours de haine de nature homophobes, xénophobes et racistes.  Il accède à la présidence de son parti en février 2022.
Il effectue un salut nazi dans l'enceinte du Parlement européen le 16 février 2022, après être intervenu lors d'un débat sur l'État de droit en Pologne et en Hongrie.